# Lucasioides isseli
Lucasioides isseli är en kräftdjursart som först beskrevs av Arcangeli1927.  Lucasioides isseli ingår i släktet Lucasioides och familjen Trachelipodidae. Inga underarter finns listade i Catalogue of Life.